# Rivolta mudegiara del 1264-1266
La rivolta mudegiara del 1264-1266 fu una ribellione scatenata dalle comunità musulmane (mudegiare) nelle regioni della Bassa Andalusia e della Murcia contro la corona di Castiglia. L'insurrezione ebbe luogo nel tentativo di reagire alla politica castigliana di ricollocamento delle popolazioni musulmane da queste regioni e fu parzialmente fomentata da Muhammad I di Granada. I ribelli furono sostenuti dal Sultanato di Granada, un'entità indipendente, mentre i castigliani erano alleati con la corona d'Aragona. All'inizio della rivolta, i ribelli riuscirono a conquistare Murcia e Jerez, così come diverse città più piccole, ma alla fine furono sconfitti dalle forze reali. Successivamente, la Castiglia espulse le comunità musulmane dai territori riconquistati e incoraggiò i cristiani provenienti da altre località a stabilirsi in quelle regioni. Granada divenne un vassallo della Castiglia e fu costretta a pagare un esoso tributo annuale.

## Contesto storico
La conquista islamica della penisola iberica, avvenuta tra il 711 e 718, aveva portato i musulmani a insediarsi in varie regioni della moderna Spagna. All'inizio del XII secolo, si stimava che la popolazione musulmana nella penisola iberica ammontasse a 5,6 milioni, tra cui arabi, berberi e autoctoni convertiti. Nei secoli successivi, i regni cristiani crebbero costantemente in termini di forza, mentre quelli musulmani vissero graduali fasi di declino. L'inizio del XIII secolo coincise con un periodo particolarmente critico per i musulmani. Il Califfato almohade, che aveva dominato l'Iberia islamica, fu vittima di una serie di lotte dinastiche dopo che Yusuf al-Mustansir era morto nel 1224 senza avere avuto eredi. L'Al-Andalus si disintegrò in più regni di piccole dimensioni noti come taifa. Nel frattempo, Ferdinando III riuscì a unire i regni cristiani di Castiglia e León nel 1231, e approfittando della disunione dei musulmani, sottomise diversi territori del sud. In quel frangente storico si assicurò il bacino del Guadalquivir (ovvero la Bassa Andalusia) e la Murcia, che divennero i focolai principali di quest'insurrezione.
Il 2 aprile 1243, la città di Murcia si arrese ad Infante Alfonso (futuro Alfonso X), dopodiché divenne un vassallo semi-indipendente della Castiglia. Jerez, una delle restanti enclavi musulmane in Andalusia, si arrese nel 1261 dopo un mese di assedio. Alfonso X era salito al trono nel 1252, epoca in cui, secondo lo storico Leonard P. Harvey, i sudditi musulmani potevano essere sostanzialmente ricompresi in due gruppi: quelli della Vecchia e della Nuova Castiglia, che avevano vissuto per diversi secoli sotto lo stabile dominio castigliano, in comunità ben consolidate, e vantavano dei diritti messi per iscritto negli statuti delle loro città d'origine, e quelli provenienti da aree conquistate nel XIII secolo, che soffrivano di instabilità politica. Molti vennero trasferiti dai loro conquistatori cristiani o erano emigrati nella Granada musulmana e, in alcuni rari casi, nel Nord Africa. Le politiche di ricollocamento subirono critiche ad opera delle comunità musulmane e portarono alla presentazione di una protesta al papa. Tali politiche rappresentarono un fattore importante nello scoppio della ribellione.
Nel sud della penisola iberica, Muhammad I ibn al-Ahmar aveva frattanto istituito il Sultanato di Granada. Nel 1246, accettò di rendere omaggio e giurare fedeltà alla Castiglia (allora sotto il padre di Alfonso Ferdinando III) in cambio della pace. Muhammad I sfruttò la pace che ne seguì per consolidare il suo potere. Inoltre, le sue forze parteciparono ad alcune campagne castigliane contro altri territori musulmani, tra cui la conquista di Siviglia (1248) e di Jerez (1261). Tuttavia, la posizione di Muhammad era tutt'altro che filo-castigliana. Lo storico Leonardo P. Harvey ha ipotizzato che, a seguito della conquista castigliana della taifa di Niebla musulmano nel 1262, cercò di proporsi come unico sovrano musulmano indipendente di una certa rilevanza presente in Spagna e come difensore delle regioni musulmane contro gli aggressivi cristiani.

## La ribellione

### Gli inizi

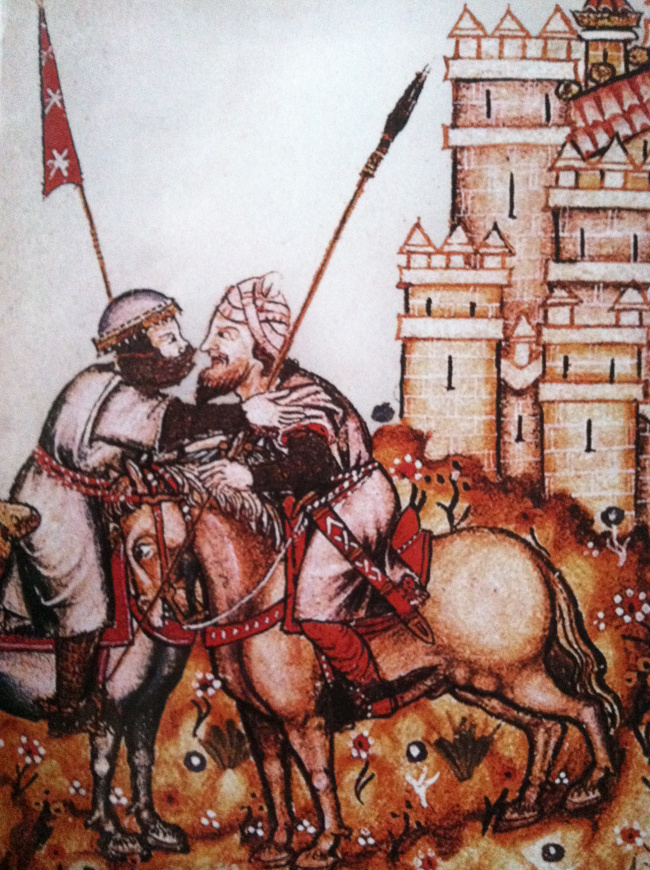
Un guerriero moresco abbraccia il suo alleato castigliano durante la rivolta, tratto dalle Cantigas de Santa María

La rivolta iniziò quasi contemporaneamente nella Bassa Andalusia e nella Murcia. Essa scoppiò probabilmente tra aprile e giugno 1264, quando il nome di Muhammad I scomparve dall'elenco dei fedeli vassalli di Alfonso X. Il 10 luglio ebbe luogo una scaramuccia in occasione della quale Granada sconfisse le forze castigliane. Nell'agosto del 1264, i musulmani che vivevano a Jerez, aiutati dagli alleati di Algeciras e Tarifa, attaccarono la guarnigione reale in inferiorità numerica guidata da Nuño González de Lara. Il demoralizzato Nuño abbandonò la sua posizione e l'alcázar fu espugnata l'8 agosto. Secondo i canti delle Cantigas de Santa Maria, i mudegiari catturarono tutti i soldati, distrussero la cappella di Maria e tentarono di bruciare una sua statua, ma questa sfuggì miracolosamente alle fiamme. I rinforzi da Siviglia giunsero due giorni dopo, ma era troppo tardi.
Dopo Jerez, anche le città della Bassa Andalusia di Lebrija, Arcos e Medina-Sidonia caddero in mano ai ribelli. Il vicino castello di Matrera, in mano ai cavalieri dell'Ordine di Calatrava, non cedette e fu difeso con successo dalla guarnigione. La città di Murcia dovette arrendersi, allo stesso modo di Galera, ma lo stesso destino non toccò a Orihuela, presidiata dalle forze reali. I musulmani di Murcia scacciarono la guarnigione reale della città e dichiararono la propria fedeltà a Muhammad I, il quale nominò in veste di governatore Abu Muhammad ibn Ashqilula. Il suocero di Alfonso, Giacomo I d'Aragona, scriveva che «trecento città, grandi paesi e castelli» furono catturati dai ribelli e che Alfonso e la regione consorte Violante sfuggirono a un attentato nella capitale, Siviglia. Tuttavia, Alfonso non menzionava alcun tentativo di omicidio e il racconto di Giacomo potrebbe essere frutto di un'esagerazione.
Il Sultanato di Granada, le cui forze sarebbero state successivamente rafforzate da volontari provenienti dal Nord Africa, appoggiò pienamente la ribellione. Le truppe del Nord Africa tentarono di sbarcare nell'estuario del Guadalquivir ma furono respinte da Alfonso. In definitiva, le truppe nordafricane non giocarono un ruolo significativo nel conflitto. I musulmani della Vecchia e della Nuova Castiglia, come quelli di Avila, Burgos, Arévalo e Madrid, i quali erano rimasti sotto il dominio castigliano per generazioni e non avevano sofferto della politica di delocalizzazione di Alfonso, aderirono in gran parte alle proteste.

### Il contrattacco della Castiglia
Le forze castigliane contrattaccarono marciando su Jerez, una città chiave per la guarnigione, riconquistandola alla fine del 1264 (forse il 9 ottobre), a seguito di un assedio. Anche le città controllate insorte di Vejer, Medina-Sidonia, Rota e Sanlúcar de Barrameda caddero in mano alle forze reali. I musulmani nelle città riconquistate furono espulsi, le moschee di Jerez convertite in chiese e la regione colonizzata da cristiani provenienti da altre zone. Nel frattempo, la regina Violante chiese aiuto padre, re Giacomo I d'Aragona, che inizialmente era riluttante a fornire supporto ma alla fine acconsentì.

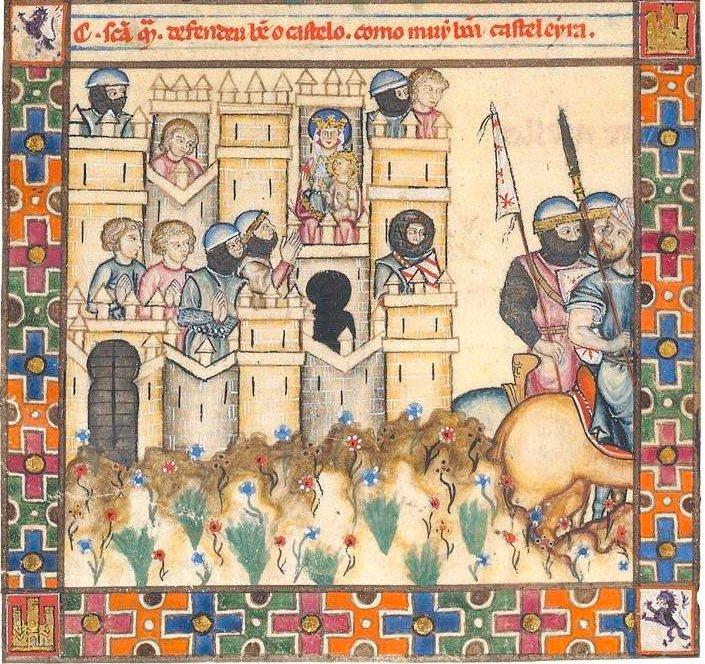
L'assedio del castello di Chincoya durante la ribellione mudegiara. Secondo il Cantigas de Santa Maria, le truppe granadine che aggredivano il castello si ritirarono dopo che i difensori collocarono la statua della Vergine Maria sui bastioni, qui immortalata

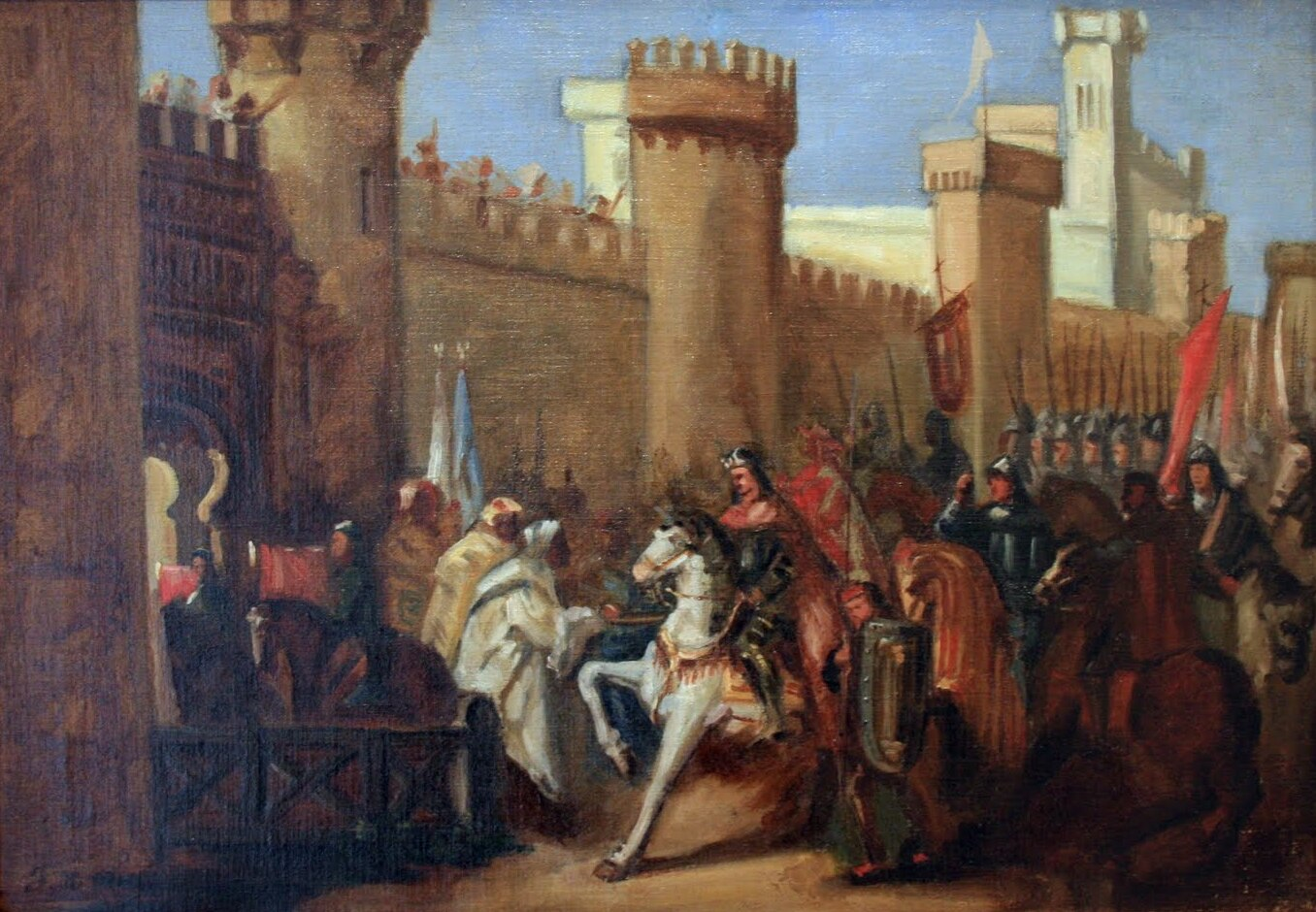
Giacomo I d'Aragona fa il suo ingresso a Murcia dopo la resa dei ribelli, febbraio 1266

Anche se Jerez e altre città caddero, le forze granadine stavano ancora attaccando attivamente le posizioni castigliane. Le Cantigas menzionano un fallito assedio dei granadini al castello di Chincoya, presumibilmente dopo che una statua della Vergine Maria posta sui bastioni dissuase i Granadani dal prosegue l'assalto. Nonostante il fallimento di Chincoya, Muhammad I probabilmente espugnò molti castelli scarsamente difesi lungo il confine. In risposta alla minaccia granadina, le città dell'Alta Andalusia siglarono un patto di fratellanza ad Andújar il 26 aprile 1265, giurando cooperazione e difesa comune.
Nel frattempo, Alfonso avviò i preparativi volti a invadere Granada. Strinse pertanto dei contatti con la dinastia dei Banu Ashqilula, una potente famiglia di Malaga e Guadix attiva nel sultanato e desiderosa di sostituirsi alla dinastia regnante dei Nasridi. All'inizio del 1265 ebbe luogo una grande battaglia tra Alfonso e Muhammad conclusasi con un'importante vittoria dei castigliani. Alfonso invase successivamente Granada nella tarda primavera del 1265 e durante l'estate si accampò nelle pianure di Granada. Le sue forze razziarono il territorio di Granada, inclusa Alcalá de Benzaide, situata a 64 km di distanza dalla capitale del sultanato.

### Conquista aragonese di Murcia
Anche se Giacomo I accettò di fornire assistenza la Castiglia, fu nei primi momenti ritardato dai negoziati con i suoi nobili. Le Corti catalane accettarono di aumentare le tasse per finanziare la campagna a luglio 1264, ma il parlamento dell'altro suo dominio, le Corti d'Aragona, inizialmente respinsero la campagna quando si riunirono a novembre. Giacomo I trascorse i mesi successivi a convincere gli aristocratici aragonesi a sostenere la sua campagna e riuscì nel suo intento. Nel maggio del 1265, l'arcivescovo di Tarragona e il vescovo di Valencia iniziarono a predicare e a incoraggiare la proclamazione di una crociata. Alla fine dell'estate, l'Infante Pietro fece irruzione nelle campagne controllate dai ribelli. A ottobre, Giacomo stesso guidò le forze aragonesi a invadere Murcia, insediamento presidiato dagli insorti musulmani.
Mentre l'esercito di Giacomo avanzava verso Murcia, le città perdute nella regione, tra cui Villena, Elda, Petrer, Orihuela, si arresero alle forze cristiane. Granada inviò una colonna di 2 800 uomini per dare il cambio a Murcia, ma questi rinforzi furono sconfitti dalle truppe aragonesi. Il 2 gennaio 1266, Giacomo cinse d'assedio la città. A seguito di schermaglie su piccola scala che procedevano assieme alle trattative, Murcia si arrese il 31 gennaio. Giacomo entrò in città il 3 febbraio 1266 e la moschea locale fu riconsacrata come chiesa (in seguito divenuta la Cattedrale di Murcia), dove i sacerdoti di Giacomo celebravano la messa. Una volta assicuratasi Murcia, Giacomo ritornò nel suo regno a marzo e non partecipò più alla guerra.

### Soppressione dell'insurrezione
Sempre nel 1266, la famiglia dei Banu Ashqilula insorse contro Muhammad I dalla propria roccaforte di Malaga. Essi si dissero disponibili ad allearsi con Alfonso X, il quale ben contento rispose promettendo di proteggerli personalmente. Per tale motivo, inviò una forza di 1 000 uomini al comando di Nuño González de Lara per difendere Malaga. In cambio, i Banu Ashqilula potrebbero aver promesso di cedere Antequera, Archidona e Marbella alla Castiglia. Sebbene manchino documenti relativi a queste battaglie o operazioni militari avvenute da quel momento in poi, pare che l'alleanza tra la Castiglia e i Banu Ashqilula si rivelò fruttuosa.
Con i suoi alleati sconfitti e di fronte a nemici su due fronti, Muhammad I decise di chiedere la pace. Lui e suo figlio, il futuro Muhammad II, conclusero un trattato ad Alcalá de Benzaide, in virtù del quale il sultano accettava di diventare vassallo di Alfonso e di pagare un tributo pari 250 000 maravedí. all'anno. Le fonti non concordano su quanto venne siglato questo trattato. La Cronaca Reale di Alfonso X la datò al 1265, ma lo storico moderno Joseph F. O'Callaghan ha giudicato questa informazione «dubbia». L'Al-Bayan al-Mughrib dello storico marocchino Ibn Idhari (realizzato nel 1312) faceva risalire il documento al 665 AH, ovvero a un arco temporale situato tra l'ottobre del 1266 e il settembre del 1267. O'Callaghan lo ha collocato al 1267, forse a fine maggio o a inizio giugno, mentre un altro storico, Simon R. Doubleday, lo ha datato alla fine di agosto o all'inizio di settembre del 1266.

## Conseguenze
Il fallimento della ribellione ebbe conseguenze disastrose per i musulmani in Andalusia e Murcia. La Castiglia annesse Murcia, che godeva di uno status semi-indipendente dal 1244, a titolo definitivo, ad eccezione di Orihuela e Elche, inglobate invece nell'Aragona. I vincitori imposero dure punizioni nei territori ribelli, comprese espulsioni di massa e la pulizia etnica. Alfonso pagò cristiani di altre regioni affinché si stabilissero nelle terre un tempo musulmane, e le moschee furono riconsacrate come chiese. Da quel momento in poi i musulmani divennero una minoranza quasi inesistente in Andalusia. A Murcia, le numerose comunità musulmana preservarono i diritti religiosi già garantiti in passato, ma dovettero trasferirsi nel sobborgo di Arrixaca, e le loro case e terre nella città furono spartite tra i coloni cristiani. Col tempo, Alfonso ridusse la porzione di terre assegnata ai musulmani.
A Granada la ribellione ebbe delle conseguenze contrastanti. Granada aveva patito una pesante sconfitta e dovette pagare alla Castiglia un enorme tributo, assai più grande di quello versato prima della ribellione. Tuttavia, la firma del trattato ne garantì la sopravvivenza e Granada si impose come l'unico Stato musulmano indipendente nella penisola. I musulmani espulsi dalla Castiglia emigrarono a Granada, accrescendo il numero degli abitanti del Sultanato.
Per la Castiglia, la rivolta, invero decisamente pericolosa, aveva rappresentato una grave minaccia per il governo di Alfonso e ne aveva messo in dubbio la sua capacità di reazione. Negli anni seguenti alla rivolta, ben poco fu fatto per modificare questa situazione e, successivamente, cominciarono a insorgere delle acredini tra gli aristocratici locali, compresi quelli che rifugiatisi a Granada. La presenza del sultanato ai suoi confini meridionali annullò anche le speranze della Castiglia di poter incoraggiare la proclamazione di una crociata in Africa. Il versamento dei tributi da Granada divenne sia una fonte di reddito sia al contempo un grosso problema, poiché l'aumento conseguente dell'inflazione ridusse le entrate effettive dei nobili castigliani e rese più difficile attirare nuovi coloni. Alfonso rimase a Jerez fino alla fine del 1268, supervisionando l'insediamento cristiano dei territori e tentando di arginare l'inflazione.
I mudegiari della Vecchia e della Nuova Castiglia, la maggior parte dei quali non partecipò alla ribellione, non furono colpiti dall'espulsione imposta nei territori ribelli. Tuttavia, la comunità divennero meno influenti rispetto a prima, e accettarono la situazione di fatto cristallizzatasi ritenendo che fosse il prezzo da pagare per garantirsi la propria sopravvivenza.

### Esplicative
1. ↑  Minnema (2020).
«Pur essendo l'espressione "ribellione mudegiara" convenzionalmente utilizzata dagli studiosi, la sua utilità e accuratezza sono discutibili. Molti esperti hanno sottolineato che gli Stati coinvolti non erano completamente sottomessi e avevano istituito dei governi per gestire i propri affari interni o, nel caso di Granada, non erano vassalli della Castiglia. Queste comunità non erano "mudejar", nel senso che avevano scelto di rimanere sotto il dominio cristiano, e non avevano scatenato una ribellione perché erano stati conquistati. La loro rivolta combinata gettò invece le condizioni che caratterizzarono l'esperienza mudegiara e il duraturo antagonismo perdurato tra Granada e Castiglia».
2. ↑  O'Callaghan (1993), pp. 187-188 ha sostenuto che Jerez e le città della Bassa Andalusia non furono riconquistate nel 1264, ma che Alfonso X si assicurò Jerez tra il 4 e il 9 ottobre 1266, così come di altre città più tardi. Tuttavia, in un'opera successivamente realizzata da O'Callaghan (O'Callaghan (2011), p. 38), assieme ad altre fonti come Doubleday (2015), p. 121, hanno indicato quale data il 1264.

### Bibliografiche
1. ↑  O'Callaghan (2011), p. 42.
2. 1 2 3  O'Callaghan (2011), p. 44.
3. ↑  Harvey (1992), pp. 7-8.
4. 1 2  Harvey (1992), p. 8.
5. 1 2 3  Fernández-Puertas (1993), p. 1020.
6. ↑  Harvey (1992), pp. 8-9.
7. 1 2 3 4 5 6 7  Harvey (1992), p. 51.
8. 1 2 3 4 5 6 7  Harvey (1992), p. 54.
9. ↑  Harvey (1992), p. 10.
10. ↑  Harvey (1992), p. 45.
11. ↑  Harvey (1992), pp. 51-52.
12. ↑  Wiegers (1994), p. 8.
13. ↑  Harvey (1992), p. 24.
14. ↑  Kennedy (2014), p. 277.
15. ↑  Kennedy (2014), p. 276.
16. 1 2 3  Doubleday (2015), p. 109.
17. 1 2 3  O'Callaghan (2011), p. 36.
18. 1 2 3 4 5  Harvey (1992), p. 53.
19. 1 2 3  Doubleday (2015), p. 110.
20. 1 2  O'Callaghan (2011), p. 37.
21. 1 2  Harvey (1992), p. 52.
22. 1 2 3 4  Kennedy (2014), p. 279.
23. ↑  Harvey (1992), pp. 53-54.
24. 1 2 3 4 5  Doubleday (2015), p. 121.
25. ↑  O' Callaghan (2011), p. 38.
26. 1 2 3 4 5  O'Callaghan (2011), p. 41.
27. 1 2 3 4 5 6  O'Callaghan (2011), p. 45.
28. ↑  O'Callaghan (2011), pp. 45-46.
29. 1 2 3  O'Callaghan (2011), p. 46.
30. 1 2  O'Callaghan (2011), p. 47.
31. 1 2  O'Callaghan (2011), p. 48.
32. ↑  O'Callaghan (2011), p. 49.
33. 1 2 3 4  Doubleday (2015), p. 122.
34. 1 2 3 4  O'Callaghan (2011), p. 50.
35. ↑  Harvey (1992), p. 50.
36. 1 2 3  Doubleday (2015), p. 123.
37. 1 2  O'Callaghan (2011), p. 52.